# Cordillera Virginia
La cordillera Virginia es una cadena montañosa situada al oeste de Nevada, localizada principalmente dentro del Condado de Storey. Se extiende hacia el este hasta el condado de Lyon. Lleva el nombre de James Finney, "Old Virginny", uno de los primeros mineros asociados con las minas de plata de la Veta Comstock.: 5, 13–14 

## Geografía
La cordillera forma forma una cuña entre los valles del río Truckee (al norte) y del río Carson (al sur). Truckee Meadows y el Washoe Valley están al oeste, y el Lahontan Valley se localiza al este. Se asocia con la cordillera Flowery.
Varias rutas permiten alcanzar la cordillera Virginia. Su pico más alto es el Monte Davidson (2397 metros), junto al que se localiza Virginia City. Otros picos cercanos son el Monte Bullion (2341 metros) y la colina Ophir (2372 metros).

## Flora
El pino Jeffrey (Pinus jeffreyi) es la especie dominante en las zonas más altas. Otros árboles propios de la cordillera son el pino piñonero (Pinus monophylla) y el enebro de Utah (Juniperus osteosperma).

## Historia minera
Para conocer el hallazgo de plata de 1860 y la creación de los pueblos mineros en la cordillera Virginia, véase:
- Veta Comstock
- Virginia City (Nevada)